# Jagdschloss Rominten

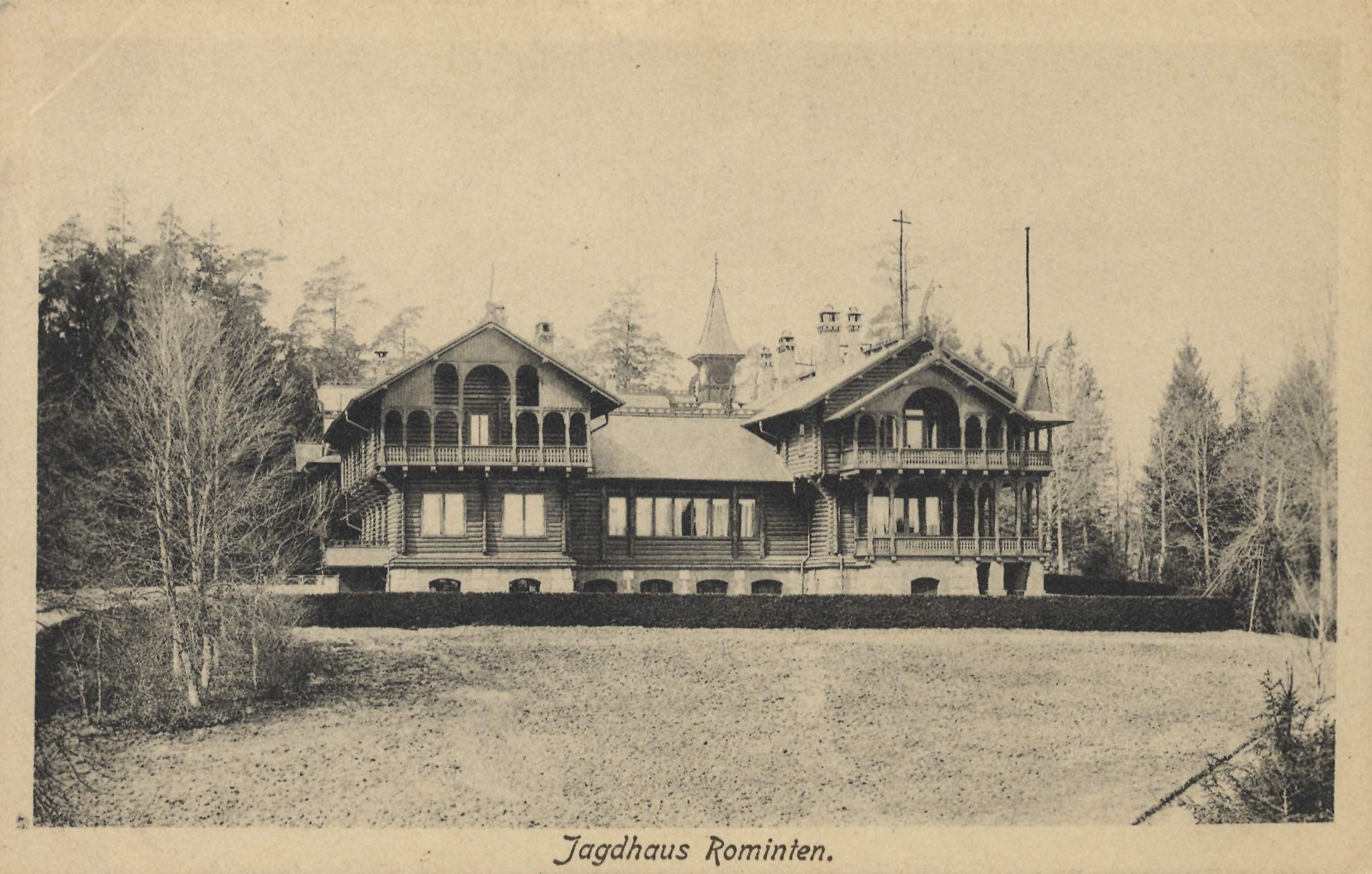
Jagdschloss Rominten, Postkarte (um 1916)

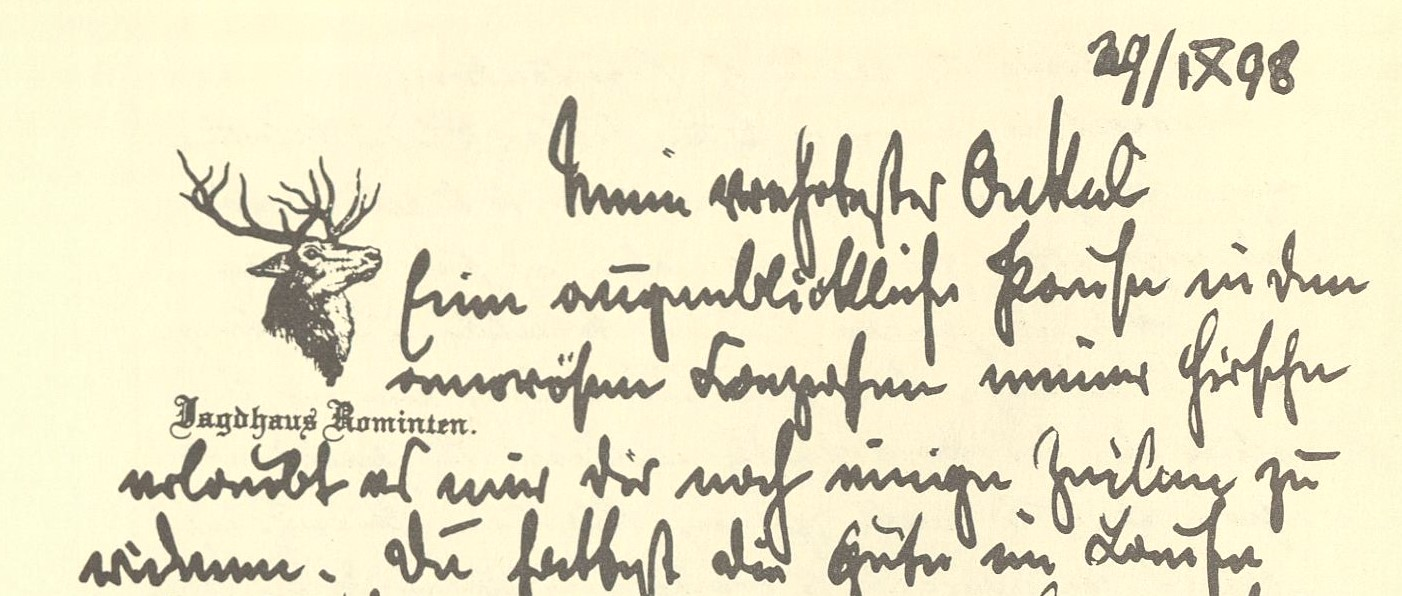
Wilhelm II an Friedrich I von Baden (1898)

Das Jagdschloss Rominten war das Jagdhaus von Kaiser Wilhelm II. in der Rominter Heide.

## Geschichte
Nachdem Kaiser Wilhelm II. die Liegenschaft erworben hatte, ließ er ab 1891 das Jagdschloss nach Plänen von Holm Hansen Munthe und Ole Sverre im skandinavischen Stil errichten. Baumaterialien und Arbeiter stammten aus Norwegen. Zunächst wurde das Jagdhaus aus rotgebeizten Fichtenstämmen errichtet, 1893 die Hubertuskapelle als norwegische Stabholzkirche. 1904 wurde das Jagdschloss um den Kaiserinnen-Flügel erweitert sowie ein Teehäuschen am Ufer der Rominte erbaut.
1914 plünderten russische Truppen das Bett Wilhelms II. Hermann Göring erzwang nach dem Tod des Kaisers 1941 den Verkauf an den preußischen Staat und ergänzte das Anwesen durch den etwa zwei Kilometer entfernten Reichsjägerhof Rominten. Die geplante Zerstörung des Gutes am Ende des Krieges unterblieb. Das Jagdschloss mitsamt Inventar diente den Angehörigen der 3. Weißrussischen Front als Erholungsheim. Das Gebäude wurde 1950 in sehr verkleinerter und vereinfachter Form nach Luisenwahl versetzt und dient der Parkverwaltung als Büro. Die anderen Gebäude wurden abgetragen. Die bronzene Plastik des von Kaiser Wilhelm geschossenen Hirsches steht im Glinka-Park von Smolensk.

## Bilder

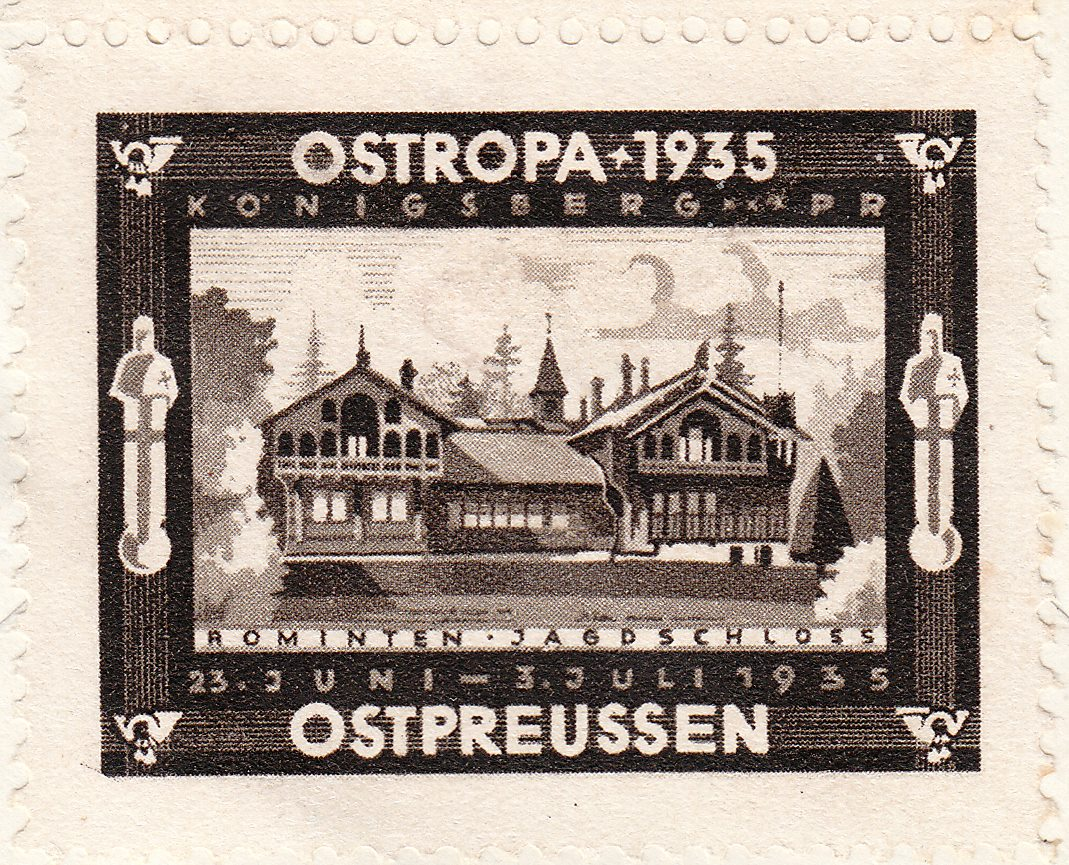
Jagdschloss Rominten
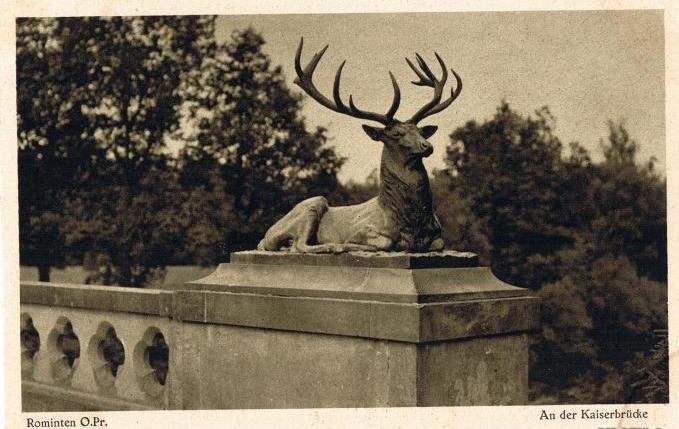
Hirschenbrücke
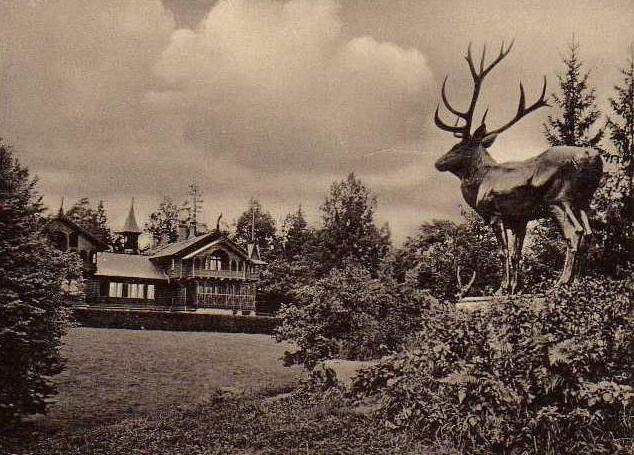
Jagdschloss mit dem Hirsch
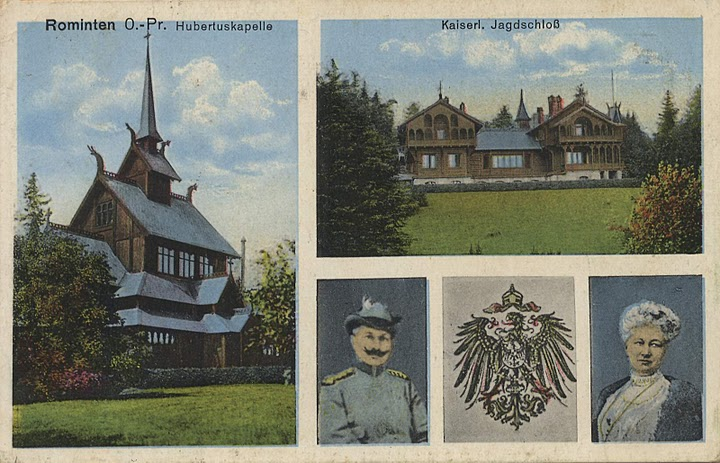
Postkarte
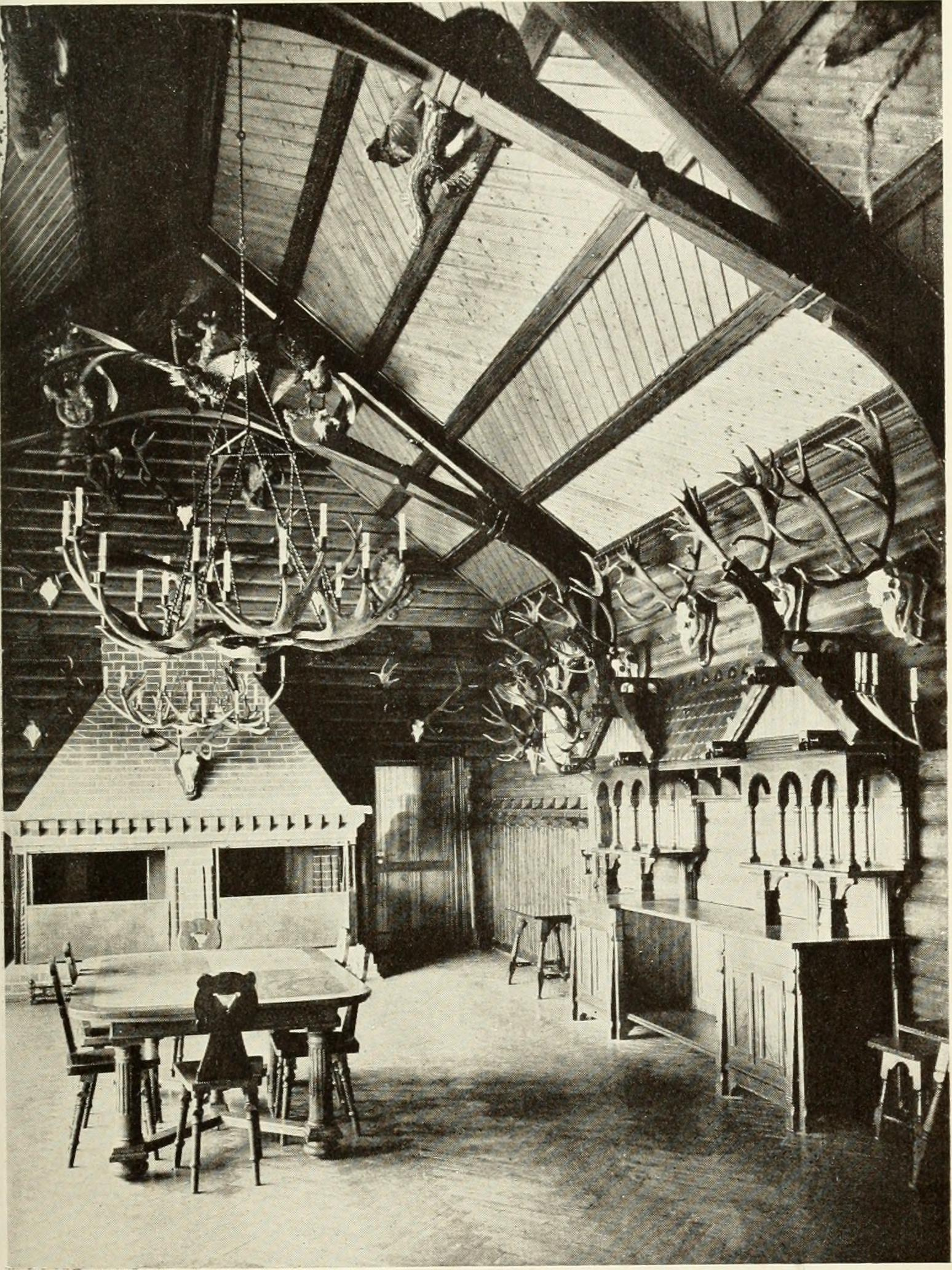
Inneneinrichtung
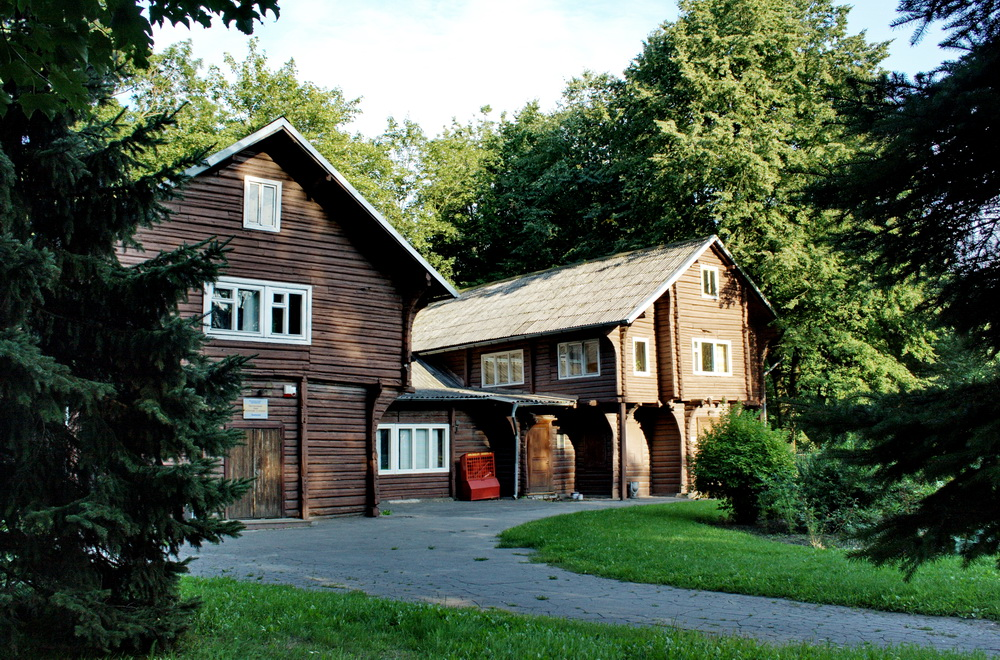
Heutige Nutzung als Sitz der Parkverwaltung (Kaliningrad)